# Brzeźno (Czarnków-Trzcianka)
Pour les articles homonymes, voir Brzeźno.
Brzeźno (prononciation : [ˈbʐɛʑnɔ]) est un  village polonais de la gmina de Czarnków dans le powiat de Czarnków-Trzcianka de la voïvodie de Grande-Pologne dans le centre-ouest de la Pologne.
Il se situe à environ 4 kilomètres à l'est de Czarnków (siège de la gmina et du powiat), et à 60 kilomètres au nord de Poznań (capitale de la Grande-Pologne).

## Histoire
De 1975 à 1998, le village faisait partie du territoire de la voïvodie de Piła.

Depuis 1999, Brzeźno est situé dans la voïvodie de Grande-Pologne.
Le village possède une population de 810 habitants.